# Судная ночь 2
«Су́дная ночь 2» (англ. The Purge: Anarchy, дословно — «Чистка: Анархия») — триллер-антиутопия 2014 года режиссёра и сценариста Джеймса Демонако, продолжение фильма 2013 года «Судная ночь». В главных ролях: Фрэнк Грилло, Кармен Эджого, Зак Гилфорд, Киле Санчес и Зои Соул. Мировая премьера фильма состоялась 18 июля 2014 года, в России — 31 июля.
По сравнению с первым фильмом, продолжение является более масштабным: вместо истории одной семьи показываются события, происходящие во всём городе, значительно увеличено количество главных персонажей. Кинокритики также отметили, что в отличие от первого фильма жанр второй картины ближе к боевику, чем к триллеру.
Как и первый фильм, картина оказалась настоящим коммерческим хитом, собрав больше 108 миллионов долларов при бюджете 9 миллионов долларов (в общей сложности две картины при затратах 12 миллионов долларов собрали в прокате более 200 миллионов долларов). В России картина вышла в ограниченном прокате (400 экранов против 1500 у блокбастера «Стражи Галактики»).

## Сюжет
21 марта 2023 года, спустя ровно год после «Судной ночи» 2022 года, в Лос-Анджелесе молодая пара — Шейн (Зак Гилфорд) и Лиза (Киле Санчес), — едут к сестре Шейна, чтобы переждать в её доме новую «Судную ночь» (когда, с позволения нового правительства США, с 19 часов вечера до 7 часов утра следующего дня все службы безопасности перестают работать, а все преступления, включая убийства, становятся легальными), а заодно сообщить ей об их размолвке. Параллельно официантка из кафе Ева Санчес (Кармен Эджого) рассчитывает получить повышение по службе, так как у неё на иждивении находятся её дочь-подросток Кали (Зои Соул) и больной отец Рико (Джон Бизли), которому нужны лекарства, но так и не получает его. Сержант полиции Лео Барнс (Фрэнк Грилло) собирается принять участие в «Судной ночи» по личным причинам, которые связаны с его умершим сыном Николасом. На фоне всего этого в сети распространяются видеоролики с обращением лидера некоего повстанческого движения Мортимера Кармело (Майкл К. Уильямс), который пытается открыть жителям США правду: «Судная ночь» не имеет никакого отношения к экономическому благополучию страны — во время «Судной ночи» погибает до того много людей, что новому правительству США, которое называет себя "Новыми Отцами-Основателями Америки", после этого легче распределять людские ресурсы.
Во время краткой остановки Шейн и Лиза сталкиваются с группой молодых мародёров в масках на мини-байках и мотоциклах, которые собираются участвовать в «Судной ночи». Среди них особенно выделяется один в белой маске, на которой написано «GOD» (рус. Бог). Группа не проявляет к ним особого интереса, но выглядит очень враждебной и Шейн и Лиза торопятся уехать. В это же время официантка Ева Санчес приходит домой, где в подъезде с ней неудачно флиртует их пьяный сосед-латиноамериканец Диего (Ноэль Гульеми) и предлагает себя в качестве дополнительной защиты в «Судную ночь». Ева отказывается. Она собирается поужинать вместе с отцом и дочерью, но Рико говорит, что сильно устал, уходит в свою комнату и просит его не будить. Позже он тайком уходит из дома и садится в лимузин с шофёром. Где-то за 45 минут до начала «Судной ночи» машина Шейна и Лизы глохнет посреди шоссе — банда мародёров, с которыми они до этого столкнулись, вывела из строя её мотор. После того как «Судная ночь» начинается, пара видит вдали на шоссе тех самых вооруженных мародёров и они вынуждены бежать. В это самое время весь город приходит в боевую готовность — на улицы выходят вооруженные банды и убийцы-одиночки, на крышах занимают позиции снайперы, а по дорогам ездят чокнутые водилы и забитые головорезами школьные автобусы. Также на улицах появляются огромные чёрные грузовики, в каждом из которых установлен пулемёт «Миниган». Лео Барнс, вооружившись, тоже садится в свою бронированную машину и уезжает.
Ева и Кали заходят в комнату к отцу и находят письмо Рико, из которого узнают, что он не захотел продолжать оставаться для них обузой (его болезнь была неизлечимой, лекарства только оттягивали неизбежное), и поэтому согласился на сделку с богатой семьёй Торн: та перевела на их банковский счёт 100 тысяч долларов, а в обмен Рико позволил Торнам убить его в гостиной их дома. После этого в квартиру Евы и Кали врывается Диего, который решил отомстить Еве за то, что она его отвергла. Однако, в дом неожиданно врывается группа военных наёмников, которые убивают Диего и всех остальных жильцов, но не трогают мать и дочь и ведут их вместо этого к «Большому папочке» (Джек Конли) — человеку в кузове большого чёрного грузовика. Всё происходящее видит Лео, который принимает решение вмешаться. Он расстреливает наёмников и ранит в лицо «Большого папочку». Лиза и Шейн, спасаясь от бандитов, прячутся в его машине, которую он оставил незапертой. Когда Лео решает, что делать с освобождёнными Евой и Кали, а заодно и с Шейном и Лизой, на улице появляется группа бандитов в масках, в итоге все пятеро садятся в машину Лео и пытаются уехать. Но «Большой папочка» приходит в себя и открывает огонь по машине Лео. Через некоторое время машина Лео глохнет, так как пули попали в мотор.
Лео раздаёт оружие беглецам и собирается уйти по своим делам, но Ева упрашивает его проводить их до дома своей коллеги Тани (Жустина Мачадо), обещая ему за это машину Тани. По пути герои находят чёрный грузовик, аналогичный тому, что был у дома Евы, только вся команда расстреляна и к ним явно применяли шумовые гранаты (оружие этого класса запрещено использовать в «Судной ночи»). Кали видит на стене метку Кармело и понимает, что это его работа. В самом фургоне герои неожиданно находят дорогостоящую технику слежения, подключенную к городским видеокамерам наблюдения, и видят карту, на которой отмечены красным несколько домов (в том числе, дома Евы и Тани). Они высказывают предположение, что военные явно связаны с Отцами-основателями, поскольку только у правительства есть доступ к этим камерам. Здесь же становится ясно, что атака на дом Кали и Евы была частью устранения бедноты. Когда герои добираются до Тани, Лео обнаруживает, что машины нет — Ева выдумала её, чтобы он сопровождал их. Сразу после этого сестра Тани Лоррэйн (Роберта Вальдеррама) застреливает Таню в отместку за интрижки с её мужем Родди (Нико Никотера). Тот, испугавшись, берёт в заложники Лизу, но Лео удаётся нанести ему несмертельное ранение, после чего все пятеро опять спасаются бегством. На улице они чуть не сталкиваются с «Большим папочкой» и его наёмниками.
Лео, подслушав разговор, понимает, что сейчас военные охотятся за ним, поскольку он перебил наемников в фургоне и спас Еву и Кали. После этого на него и остальных нападают мародёры (от которых спасались Шейн и Лиза) и запихивают их в фургон. Мародёр в маске с надписью «god» (Лейкит Стэнфилд) объясняет им, что они не убивают, а только отлавливают выживших для заказчика. Оказывается, группа богатых аристократов в «Судную ночь» устраивают что-то вроде аукциона: «лот» выдвигают за конкретную сумму денег и если «покупатель» готов оплатить её, то его вооружают и выпускают на «арену» (стилизованную под декоративный сад), где он устраивает охоту на безоружный «лот». «Покупателей» набирается семь человек. Лео, спрятав Еву, Шейна, Кали и Лизу в укромном месте и пользуясь тем, что действие на «арене» происходит в темноте, вступает в неравную схватку (у него нет оружия, а преследователи не только вооружены, но также пользуются очками ночного видения). Лео в одиночку убивает пятерых «покупателей», а оставшиеся два, испугавшись, сбегают. Тогда хозяйка «аукциона», Элизабет (Джудит МакКоннелл), выпускает на «арену» большую группу охраны. Герои, завладев оружием «покупателей», начинают отстреливаться, и в перестрелке гибнет Шейн.
Тут на «арену» врывается отряд под руководством Кармело (среди его людей Незнакомец (Эдвин Ходж) из первой части), которые добивают охранников. Лиза решает остаться с ними, чтобы отомстить за смерть Шейна, а Лео, отобрав у ведущей «аукциона» машину, сажает туда Еву и Кали и едет к своей цели. Подъехав к дому, Лео наконец раскрывает им свою цель: здесь живёт Уоррен Грасс (Брэндон Кинер), который, будучи нетрезвым за рулём, сбил насмерть сына Лео, но каким-то образом сумел получить оправдательный приговор. За несколько недель до «Судной ночи» Лео удалось тайком вывести из строя систему защиты задней двери дома, через которую он теперь собирается проникнуть внутрь. Хотя Ева и Кали пытаются отговорить его от задуманного, говоря, что Николас не одобрил бы его поступка, а до конца «Судной ночи» осталось совсем немного времени, но Лео их не слушает. Проникнув в спальню, где Уоррен спит со своей женой (Эми Прайс-Фрэнсис) и избив обидчика, Лео так и не решается убить его.
Когда Лео выходит из дома, в него стреляют. Затем над ним склоняется «Большой папочка», который объясняет, что они разыскивали Лео, поскольку тот нарушил неписаное правило «Судной ночи» — если ты не участвуешь в побоищах, то не имеешь права помогать кому-либо. «Большой папочка» подтверждает догадку героев, поясняя, что его и другие отряды наёмников наняли Отцы-Основатели, которые считают, что «Судная ночь» недостаточно хорошо избавляет США от бедных слоёв населения, поэтому «Большому Папочке» и наёмникам приходится «стимулировать» бойню. Когда он готовится убить Лео, неожиданно получает пулю в лоб от вышедшего из дома Уоррена. Его берут на прицел два наёмника, которых, в свою очередь, берут на прицел Ева и Кали. В этот момент раздаётся сигнал окончания «Судной ночи» и наёмники отступают. Уоррен сажает Еву, Кали и раненного Лео к себе в машину и они едут в больницу.
Фильм завершается сообщением, что до следующей «Судной ночи» осталось 364 дня.

## В ролях
- Фрэнк Грилло — Лео Барнс
- Кармен Эджого — Ева Санчес
- Зак Гилфорд — Шейн Портер
- Киле Санчес — Лиза Портер
- Зои Соул — Кали Санчес
- Жустина Мачадо — Тани Ривейра
- Джон Бизли — Рико Санчес
- Джек Конли — «Большой Папочка»
- Ноэль Гульеми — Диего Рамирес
- Кастуло Герра — Барни Бликер
- Майкл К. Уильямс — Мортимер «Кармело» Джонс
- Эдвин Ходж — «Незнакомец»
- Вик Сабиджан — мистер Сэбиен

## Создание фильма
10 июня 2013 года компания Universal Pictures и продюсер Джейсон Блум объявили о создании сиквела фильма «Судная ночь».
Затем в ноябре 2013 года Universal объявила дату релиза фильма (20 июня 2014) и подтвердила, что над ним будет работать Демонако.
11 декабря 2013 года студия Universal подтвердила участие Фрэнка Грилло в главной роли.
17 декабря 2013 года было подтверждено участие ещё 4-х актёров: Майкла К. Уильямса, Зака Гилфорда, Кармен Эджого и Киле Санчес.
В декабре 2013 года к актёрам присоединилась Зои Соул.
29 января 2014 года стало известно официальное название фильма — «Судная ночь: Анархия» (The Purge: Anarchy).
В феврале 2014 года студия Universal перенесла дату выхода фильма на экраны с 20 июня на 18 июля.